# Чечнева (деревня)
Чечнева — упразднённая деревня в Вагайском районе Тюменской области России. Входила в состав Фатеевского сельского поселения. В 2004 году исключена из учётных данных, в связи с прекращением существования.

## География
Деревня находилась в восточной части Тюменской области, в пределах подтаёжно-лесостепного района лесостепной зоны, на правом берегу реки Инжура, на расстоянии примерно 3,5 километра (по прямой) к юго-востоку от поселка Инжура.

## История
До 1917 года входила в состав Бегишевской волости Тобольского уезда Тобольской губернии. По данным на 1926 год состояла из 27 хозяйств. В административном отношении входила в состав Фотиевского сельсовета Дубровинского района Тобольского округа Уральской области.

## Население
| 1989 | 2002 |
| ---- | ---- |
| 6    | ↘0   |

По данным переписи 1926 года в деревне проживал 141 человек (64 мужчин и 77 женщин), в том числе: русские составляли 100 % населения.